# Prayer X
「Prayer X」（プレイアー・エックス）は、日本のミクスチャー・ロックバンドKing Gnuの1作目のシングル。2018年9月19日にPERIMETRONより発売された。

## 概要
- 自身初のCDシングル[注 1]。
- CDは、通常盤の1形態で発売。
- この曲にはメトロック等で披露された、Aメロを常田大希が担当するバージョンもある。
- 表題曲「Prayer X」は、フジテレビ "ノイタミナ" 『BANANA FISH』のエンディングテーマである[3]。また、この作品に対してボーカルの井口は、「幼い頃、兄弟の部屋の本棚に並んでいた『BANANA FISH』を当時夢中になって読んでいました。この不滅の作品と、こうしてまた巡り会えたことを心から感謝致します。物語の登場人物たちも現実世界の僕たちも、生きていく中で苦悩し、もがき、心の何処かで祈っています。その先に待っているのが絶望なのか救いなのかはわからない。でも今は祈ることしか出来ない。『Prayer X』は誰しもが持つ葛藤と祈りの歌なんだと僕は思います。」とコメントしている[4]。
- 表題曲「Prayer X」のMVは、アニメーターの山田遼志とKing Gnuのクリエイティブワークを手がけるPERIMETRONの映像ディレクター・OSRINがタッグを組んで制作し、「強制された栄光」をテーマに1人の男が周囲に翻弄されながら破滅していく姿を描いており、OsrinはMVについて「1つの事象に対して、様々な角度の祈りが入り乱れる物語を描きたいと思い作りました。 決してネガティブなイメージだけではなく苦悩の中に希望があると思っています」とコメントしている[5]。

## 収録曲
1. Prayer X - [3:17]
作詞・作曲：常田大希　編曲：King Gnu
  - フジテレビ "ノイタミナ" 『BANANA FISH』エンディングテーマ
2. Prayer X (Acoustic)